# Dienst voor pleegzorg
Een dienst voor pleegzorg is in Vlaanderen een voorziening die bemiddelt bij het organiseren van pleegzorg, en vervolgens de betrokken gezinnen verder begeleidt. Gelijkaardige voorzieningen worden in Nederland "instelling voor pleegzorg" genoemd.
De Vlaamse diensten voor pleegzorg hebben zich gegroepeerd in de Federatie Pleegzorg.

## Taken
De diensten voor pleegzorg vervullen in Vlaanderen in het algemeen volgende taken :
- Sensibiliseren en werven van kandidaat-pleeggezinnen. "Pleeggezin" is hierbij een verzamelterm, die verwijst naar verschillende vormen van engagement als : steungezin, opvanggezin, weekendgezin, crisisopvanggezin, pleeggezin op langere termijn, enz.. Diensten vullen dit verschillend in. Het kan hier gaan van algemene bekendmakingsacties tot specifieke zoekacties voor een bepaalde probleemsituatie.
- Sensibiliseren van de overheid, verwijzers en andere organisaties om hen op de hoogte te houden van de mogelijkheden en ontwikkelingen in de pleegzorg.
- Selecteren en/of vormen (opleiden en voorbereiden) van gezinnen die zich aanmelden tot pleeggezin. De meeste diensten maken hierbij gebruik van een specifiek voor dit doel samengesteld vormingsaanbod (STAP-programma).
- Behandelen van aanvragen tot pleegzorg. Deze aanvragen kunnen komen van de ouders zelf, van verwijzende instanties of andere sociale organisaties, naargelang de pleegzorgsector waarbinnen de dienst werkzaam is. Op basis van de ingewonnen informatie beslist de dienst voor pleegzorg of een pleegplaatsing kan georganiseerd worden.
- Het installeren van de pleegsituatie. De diensten gaan na of een geschikt pleeggezin kan gevonden worden, brengt beide gezinnen met elkaar in contact, organiseert de kennismaking en maakt afspraken m.b.t. het verdere verloop ervan.
- Het begeleiden behelst het begeleiden van het pleeggezin (of de particulier in het geval van het zelfstandig wonen onder begeleiding van een particulier - WOP) ; het begeleiden van de betrokken of geplaatste kinderen of gasten ; het begeleiden van het oorspronkelijke gezin ; het begeleiden van de samenwerking tussen de verschillende bij de pleegsituatie betrokken personen en gezinnen.
- De meeste diensten organiseren ook tijdens het verloop van de pleegplaatsing vorming voor de pleeggezinnen en voor de medewerkers van de dienst.
- De meeste diensten staan ook in voor de administratieve en financiële afwikkeling van de pleegzorgsituatie.
- Nazorg.

## Erkenning en subsidiëring
De erkenning en subsidiëring van de diensten voor pleegzorg gebeurt volgens verschillende regelgevingen, afhankelijk van het kader waarbinnen de pleegzorg georganiseerd wordt.
- Diensten voor pleegzorg die werken in opdracht van de bijzondere jeugdbijstand worden door de Vlaamse minister erkend en gesubsidieerd op basis van het Besluit van de Vlaamse regering van 13 juli 1994 inzake de erkenningsvoorwaarden en de subsidienormen voor de voorzieningen van de bijzondere jeugdbijstand (B.S. 10 december 1994).

- Diensten voor pleegzorg kunnen voor het bemiddelen bij pleegzorg voor personen met een handicap erkend worden door het Vlaams Agentschap voor Personen met een Handicap (voorheen : Vlaams Fonds voor Sociale Integratie van Personen met een Handicap. Dit gebeurt op basis van het Koninklijk Besluit van 30 maart 1973 tot bepaling van de te volgen gemeenschappelijke regels voor de vaststelling van de toelagen per dag toegekend voor onderhoud, opvoeding en behandeling van minderjarigen en van gehandicapten geplaatst ten laste van de openbare besturen (B.S. 4 mei 1973)

- Diensten voor gezinsondersteunende pleegzorg worden sinds 1985 erkend en gesubsidieerd door Kind en Gezin (voorheen het Nationaal Werk voor Kinderwelzijn) op basis van een interne reglementering op de diensten voor private gezinsplaatsing.